# West (Darmstadt)
West, Darmstadt-West – dzielnica miasta Darmstadt w Niemczech, w kraju związkowym Hesja.